# Pholeomyia texensis
Pholeomyia texensis är en tvåvingeart som beskrevs av Curtis W. Sabrosky 1959. Pholeomyia texensis ingår i släktet Pholeomyia och familjen sprickflugor.
Artens utbredningsområde är Texas. Inga underarter finns listade i Catalogue of Life.